# Elfenbenskusten i olympiska sommarspelen 1972
Elfenbenskusten deltog med elva deltagare vid de olympiska sommarspelen 1972 i München. Ingen av landets deltagare erövrade någon medalj.